# Domingos da Costa Oliveira

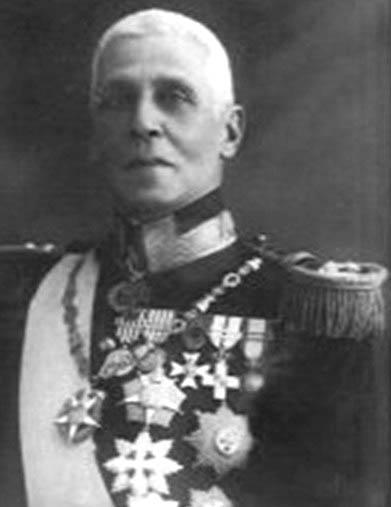
Domingos da Costa Oliveira

Domingos Augusto Alves da Costa Oliveira [duˈmĩɡuʃ dɐ ˈkɔʃtɐ oliˈvɐi̯ɾɐ] (* 31. Juli 1873 in Lissabon; † 24. Dezember 1957 ebenda) war ein portugiesischer General, Politiker und Ministerpräsident.

## Militärische Laufbahn und Aufstieg zum General
Nach dem Schulbesuch war er Absolvent der Kadettenschule und wurde anschließend Offizier der Kavallerie. In den folgenden Jahren leistete er seinen Dienst in verschiedenen Kavallerieregimentern. 1910 erfolgte seine Ernennung zum Kommandeur des 2. Lanzenregimentes. 1925 war er Absolvent der Generalstabsakademie. Am 28. Mai 1926 wurde er Kommandeur der Kavalleriebrigade von Alentejo. Anschließend war er Kommandeur der 3. Militärregion in Tomar. Am 5. Mai 1928 erfolgte seine Beförderung zum General sowie zum Militärgouverneur von Lissabon.

## Ministerpräsident 1930 bis 1932
Während der Militärdiktatur wurde er am 21. Januar 1930 als Vorsitzender des Ministeriums (Presidente do Ministério) Ministerpräsident. Er war in dieser Funktionär ein Konservativer, der jede Bestrebung zur Wiederherstellung der Demokratie ablehnte und auch die Militärrevolten im April und Mai 1931 in Madeira und auf den Azoren verurteilte. Die politische Rolle und die wachsende Popularität seines Finanzministers António de Oliveira Salazar führten dazu, dass er am 25. Juni 1932 zu Gunsten von Salazar zurücktrat und damit den Weg für dessen sechsunddreißigjährige Herrschaft über Portugal als Neuen Staat (Estado Novo) vorbereitete.

## Ämter im Estado Novo
Anschließend kehrte er auf seinen Posten als Militärgouverneur von Lissabon zurück. 1937 wurde er Botschafter in Großbritannien. Ein Jahr später wurde er aus dem aktiven Militärdienst verabschiedet und General der Reserve. 1942 wurde er Präsident des Obersten Militärgerichts. 1952 wurde er schließlich Kanzler des 1808 durch den damaligen Prinzregenten und späteren König Johann VI. gestifteten Ordens des Turmes und des Schwertes. Er gehörte bis 1949 dem Staatsrat an.
Der passionierte Reiter schrieb das Buch Raças Cavalares Portuguesas.